# 普蘭茨維爾 (康乃狄克州)
普蘭茨維爾（英語：Plantsville）是位於美國康乃狄克州哈特福縣紹辛頓境內的一個街區與人口普查指定地區。

## 地理
普蘭茨維爾的座標為41°35′26″N 72°53′35″W / 41.59056°N 72.89306°W，而該地的平均海拔高度為58米（即190英尺）。